# Садовий (Краснооктябрське сільське поселення)
Садовий (рос. Садовый; адиг. Чъыгхат) — хутір Майкопського району Адигеї Росії. Входить до складу Краснооктябрського сільського поселення.
Населення — 437 осіб (2015 рік).